# Verbandsgemeinde Kirchen (Sieg)
Die Verbandsgemeinde Kirchen (Sieg) ist eine Gebietskörperschaft im Landkreis Altenkirchen (Westerwald) in Rheinland-Pfalz. Der Verbandsgemeinde gehören sechs Ortsgemeinden an, darunter auch die Stadt Kirchen an der Sieg.

## Verbandsangehörige Gemeinden
| Ortsgemeinde, Stadt             | Fläche (km²) | Einwohner |
| ------------------------------- | ------------ | --------- |
| Brachbach                       | 6,36         | 2.296     |
| Friesenhagen                    | 51,36        | 1.649     |
| Harbach                         | 5,62         | 518       |
| Kirchen (Sieg), Stadt           | 39,59        | 8.443     |
| Mudersbach                      | 9,42         | 5.882     |
| Niederfischbach                 | 14,48        | 4.102     |
| Verbandsgemeinde Kirchen (Sieg) | 126,84       | 22.890    |

(Einwohner am 31. Dezember 2023)

## Einwohnerentwicklung
Entwicklung der Einwohnerzahlen, bezogen auf das heutige Gebiet der Verbandsgemeinde; die Werte von 1871 bis 1987 beruhen auf Volkszählungen:
| Jahr | Einwohner |
| 1815 | 4.927     |
| 1835 | 6.368     |
| 1871 | 8.982     |
| 1905 | 15.583    |
| 1939 | 19.021    |
| 1950 | 21.258    |

| Jahr | Einwohner |
| 1961 | 24.138    |
| 1970 | 26.281    |
| 1987 | 24.532    |
| 1997 | 26.105    |
| 2005 | 25.135    |
| 2023 | 22.890    |

## Politik

### Verbandsgemeinderat
Der Verbandsgemeinderat Kirchen (Sieg) besteht aus 36 ehrenamtlichen Ratsmitgliedern, die bei der Kommunalwahl am 9. Juni 2024 in einer personalisierten Verhältniswahl gewählt wurden, und dem hauptamtlichen Bürgermeister als Vorsitzendem.
Die Sitzverteilung im Verbandsgemeinderat:
| Wahl | SPD | CDU | GRÜNE | FDP | Gesamt   |
| ---- | --- | --- | ----- | --- | -------- |
| 2024 | 12  | 18  | 3     | 3   | 36 Sitze |
| 2019 | 13  | 14  | 5     | 4   | 36 Sitze |
| 2014 | 15  | 16  | 3     | 2   | 36 Sitze |
| 2009 | 12  | 18  | 3     | 3   | 36 Sitze |
| 2004 | 11  | 21  | 2     | 2   | 36 Sitze |

### Bürgermeister
Die Bürgermeister der Verbandsgemeinde Kirchen (Sieg) seit 1968:
- 1968–1974 Paul Wingendorf (1956–1968 war Wingendorf Amtsbürgermeister im Amt Kirchen (Sieg))
- 1974–1992 Fritz Greßnich
- 1992–2001 Günter Schönhof
- 2002–2009 Wolfgang Müller (CDU)
- 2010–2017 Jens Stötzel (parteilos)
- 2018–2021 Maik Köhler (CDU)
- seit 2021 Andreas Hundhausen (SPD)

Andreas Hundhausen (SPD) wurde am 24. Juni 2021 Bürgermeister der Verbandsgemeinde Kirchen. Bei der Direktwahl am 6. Juni 2021 hatte er sich mit einem Stimmenanteil von 61,3 % gegen seinen Mitbewerber Michael Conrad (CDU) durchgesetzt. Diese Neuwahl wurde notwendig, weil Hundhausens Vorgänger Maik Köhler (CDU) am 9. Februar 2021 verstarb.

### Wahlkreise
Bei Landtagswahlen gehören die der Verbandsgemeinde Kirchen (Sieg) angehörenden Gemeinden zum Wahlkreis 01-Betzdorf/Kirchen (Sieg), bei Bundestagswahlen zum Wahlkreis 198-Neuwied.